# Баньково (Ленинградская область)
Баньково — деревня в Толмачёвском городском поселении Лужского района Ленинградской области.

## История
Впервые упоминается в Писцовой книге Водской пятины 1500 года, как деревня Банково на реке на Аредежи в Никольском Бутковском погосте Новгородского уезда.
Как деревня Банькова она обозначена на карте Санкт-Петербургской губернии Ф. Ф. Шуберта 1834 года.

БАНЬКОВО — деревня принадлежит чиновнице 7-го класса Случанской, число жителей по ревизии: 10 м. п., 9 ж. п.

малолетнему Николаю Квятковскому, число жителей по ревизии: 5 м. п., 6 ж. п. (1838 год)

Согласно карте профессора С. С. Куторги 1852 года деревня называлась Банькова.

БАНЬКОВА — деревня госпожи Случанской, по просёлочной дороге, число дворов — 5, число душ — 18 м. п. (1856 год)

БАНЬКОВО — деревня владельческая при реке Оредеже, число дворов — 2, число жителей: 5 м. п., 13 ж. п. (1862 год)

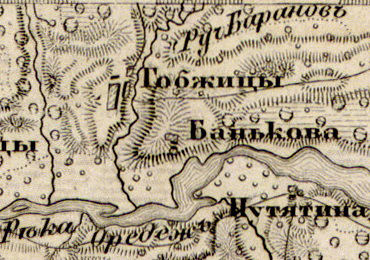
Деревня Баньково на карте 1863 года

Согласно карте из «Исторического атласа Санкт-Петербургской Губернии» 1863 года деревня называлась  Банькова.
В 1864 году временнообязанные крестьяне деревни выкупили свои земельные наделы у В. Г. Анненской и стали собственниками земли.
В XIX — начале XX века деревня административно относилась к Перечицкой волости 1-го земского участка 1-го стана Лужского уезда Санкт-Петербургской губернии.
По данным «Памятной книжки Санкт-Петербургской губернии» за 1905 год деревня входила в Перечицкое сельское общество.
С 1917 по 1924 год деревня находилась в составе Гобжицкого сельсовета.
С 1924 по 1928 год — в составе Замошского, а затем Перечицкого сельсовета.
В 1928 году население деревни составляло 109 человек.
По данным 1933 года деревня Баньково входила в состав Перечицкого сельсовета Лужского района.
Деревня была освобождена от немецко-фашистских оккупантов 9 февраля 1944 года.
В 1958 году население деревни составляло 41 человек.
По данным 1966 года деревня Баньково также входила в состав Перечицкого сельсовета.
По данным 1973 и 1990 годов деревня Баньково входила в состав Каменского сельсовета.
В 1997 году в деревне Баньково Каменской волости проживали 6 человек, в 2002 году — 9 человек (все русские).
В 2007 году в деревне Баньково Толмачёвского ГП проживали 4 человека.

## География
Деревня расположена в восточной части района к югу от автодороги 41К-249 (Жельцы — Торковичи).
Расстояние до административного центра поселения — 13 км.
Ближайшая железнодорожная станция — Толмачёво.
Деревня находится на левом берегу реки Гобижка, близ места её впадения в реку Оредеж.

## Демография
| 1838 | 1862 | 1928 | 1958 | 1997 | 2007 | 2010 |
| ---- | ---- | ---- | ---- | ---- | ---- | ---- |
| 30   | ↘18  | ↗109 | ↘41  | ↘6   | ↘4   | →4   |
| 2017 |      |      |      |      |      |      |
| ↗20  |      |      |      |      |      |      |

## Улицы
Набережная, Новая, Полевая, Центральная.

## Садоводства
Речной Бобр, Возрождение.